# Ашановка
Ашановка (укр. Ашанівка) — посёлок в Драбовском районе Черкасской области Украины.
Почтовый индекс — 19854. Телефонный код — 4738.

## Население
Население по переписи 2001 года составляло 62 человека.

### Языковой состав
Родной язык населения по данным переписи 2001 года:
| Язык       | Численность, чел. | Доля     |
| ---------- | ----------------- | -------- |
| Украинский | 60                | 96,77 %  |
| Русский    | 2                 | 3,23 %   |
| Итого      | 62                | 100,00 % |

## Местный совет
19854, Черкасская обл., Драбовский р-н, с. Великий Хутор, ул. Куницы, 10